# 月山寺
月山寺始建于公元1158年，位于河南省焦作市博爱县，面积9平方公里。历史上明永乐皇帝、清乾隆皇帝等曾经多次到访，并留下牌匾和诗句。

## 介绍
月山寺前身叫“清风庵”，经几度更名，明代起取“月山寺 ”至今。历史上曾并称中原三大名寺。寺内原有八大景和七小景，如明月碑廊、御道、藏兵洞等等。其中的七尊塔是古人按照北斗七星排列的，具考古意义。
寺庙旅游相关事务由5A级景区青天河负责管理。

## 文化活动

### 施粥祈福
每年腊月初八，月山寺会举办“施粥祈福法会”，寺庙会精心熬制腊八粥。腊八粥重养生，佛家认为喝腊八粥可开智，同时也遵循了传统文化。